# Blechnum lanuginosum
Blechnum lanuginosum là một loài dương xỉ trong họ Blechnaceae. Loài này được J.W.Sturm mô tả khoa học đầu tiên năm 1858.
Danh pháp khoa học của loài này chưa được làm sáng tỏ. 